# Енинска река
Енинска река (или Стара река) е река в Южна България, област Стара Загора, Казанлък, ляв приток на Тунджа. Дължината ѝ е 28 km.
Енинска река извира под името Стара река на 1397 м н.в. в Шипченска планина на Стара планина, в южното подножие на връх Бедек (1488 м). В началото тече на югоизток, като постепенно завива на югозапад и до село Енина протича в дълбока и залесена долина. Преди селото преминава през красивото Енинско ждрело, на изхода на което е изградена ВЕЦ „Енина“. При излизането си от планината, образува голям наносен конус, завива на юг, навлиза в Казанлъшкото поле, преминава през центъра на град Казанлък и се влива отляво в река Тунджа на 328 м н.в., на 300 м югозападно от новия аквапарк при село Овощник.
Площта на водосборния басейн на Енинска възлиза на 101 км2, което представлява 1,2% от водосборния басейн на река Тунджа. Има три основни десни притока – Карталяската вода, Сеновръщица и Дереизлък (най-голям).
Реката е с основно снежно-дъждовно подхранване с максимум април-май.
По течението на реката в Община Казанлък са разположени село Енина и град Казанлък.
Водите на реката в Казанлъшкото поле се използват за напояване, а в малката ВЕЦ „Енина“ се произвежда евтина електроенергия.

## Топографска карта
- Лист от карта K-35-39. Мащаб: 1 : 100 000.
- Лист от карта K-35-51. Мащаб: 1 : 100 000.